# دان كوري (لاعب كرة قدم أمريكية)
دان كوري (بالإنجليزية: Dan Currie) هو لاعب كرة قدم أمريكية أمريكي، ولد في 27 يونيو 1935 في ديترويت في الولايات المتحدة، وتوفي في 11 سبتمبر 2017.

## وصلات خارجية
- دان كوري على موقع مرجع كرة القدم المحترفة.كوم (الإنجليزية)